# Sport à Rabat
L’histoire du sport dans la ville de Rabat débute par l'arrivée des français au Maroc au début du XXe siècle. C'est en effet à cette époque que plusieurs associations sportives furent créées dans les principales villes du Maroc. Ces premiers clubs, ayant pour la plupart disparu de nos jours, comprennent plusieurs sections incluant la plupart du temps le football, alors sport le plus populaire du royaume. 

## Histoire
Lors des années 20, les premiers organes chargés d'organiser des compétitions sont créés sous la direction des instances françaises (FFF pour le football, FFBB pour le basket-ball...) Les premières compétitions sont ainsi créées, avec des éliminatoires au niveau régional puis national. Les compétitions étant très populaires, le nombre de divisions était élevé. Mais derrière ces compétitions, le rang social opposant les indigènes aux colons était clairement marqué[réf. souhaitée].

### Football
Après l'indépendance en 1956, le championnat marocain ainsi que de la coupe du Trône sont créés en football. Durant les trois premières saisons du championnat national de football, seulement deux clubs représentaient la ville de Rabat : le FUS de Rabat et le Stade marocain. En 1958, le prince héritier Hassan II crée l'équipe royale des FAR de Rabat composée uniquement de militaires. Pour sa première saison, le club évolue en seconde division. Il réussit par la suite à monter en première division et remporte même la coupe du Trône en battant plusieurs équipes de première division y compris le Wydad de Casablanca. C'est là que la légende des FAR est née puisque celle-ci remportera plusieurs trophées et sera l'une des équipes les plus titrées du pays.

## Compétitions internationales
De grandes compétitions sportives mondiales et continentales se sont tenues à Rabat :
| Année | Compétition                                                       | Lieux                                                                                    |
| ----- | ----------------------------------------------------------------- | ---------------------------------------------------------------------------------------- |
| 1971  | Trophée Hassan II de golf                                         | Rabat                                                                                    |
| 1972  | Trophée Hassan II de golf                                         | Rabat                                                                                    |
| 1973  | Trophée Hassan II de golf                                         | Rabat                                                                                    |
| 1974  | Trophée Hassan II de golf                                         | Rabat                                                                                    |
| 1975  | Trophée Hassan II de golf                                         | Rabat                                                                                    |
| 1975  | Championnats du monde de cross-country IAAF                       | Rabat                                                                                    |
| 1976  | Trophée Hassan II de golf                                         | Rabat                                                                                    |
| 1977  | Trophée Hassan II de golf                                         | Rabat                                                                                    |
| 1978  | Trophée Hassan II de golf                                         | Rabat                                                                                    |
| 1979  | Trophée Hassan II de golf                                         | Rabat                                                                                    |
| 1980  | Trophée Hassan II de golf                                         | Rabat                                                                                    |
| 1980  | Championnat d'Afrique de Basket-Ball                              | Rabat                                                                                    |
| 1981  | Trophée Hassan II de golf                                         | Rabat                                                                                    |
| 1982  | Trophée Hassan II de golf                                         | Rabat                                                                                    |
| 1983  | Trophée Hassan II de golf                                         | Rabat                                                                                    |
| 1984  | Trophée Hassan II de golf                                         | Rabat                                                                                    |
| 1984  | Championnats d'Afrique d'athlétisme                               | Rabat                                                                                    |
| 1985  | Trophée Hassan II de golf                                         | Rabat                                                                                    |
| 1985  | Jeux panarabes                                                    | Rabat                                                                                    |
| 1985  | Coupe d'Afrique des clubs champions masculine de handball         | Rabat                                                                                    |
| 1987  | Championnat d'Afrique des nations masculin de handball            | Casablanca, Rabat                                                                        |
| 1987  | Championnat d'Afrique des nations féminin de handball             | Rabat                                                                                    |
| 1987  | Championnat d'Afrique féminin de volley-ball                      | Rabat                                                                                    |
| 1988  | Coupe d'Afrique des nations de football                           | Casablanca, Rabat                                                                        |
| 1989  | Jeux de la Francophonie                                           | Casablanca, Rabat                                                                        |
| 1991  | Trophée Hassan II de golf                                         | Rabat                                                                                    |
| 1992  | Trophée Hassan II de golf                                         | Rabat                                                                                    |
| 1993  | Trophée Hassan II / Coupe Lalla Meryem                            | Rabat                                                                                    |
| 1994  | Trophée Hassan II / Coupe Lalla Meryem                            | Rabat                                                                                    |
| 1995  | Trophée Hassan II / Coupe Lalla Meryem                            | Rabat                                                                                    |
| 1996  | Trophée Hassan II / Coupe Lalla Meryem                            | Rabat                                                                                    |
| 1997  | Trophée Hassan II / Coupe Lalla Meryem                            | Rabat                                                                                    |
| 1998  | Trophée Hassan II / Coupe Lalla Meryem                            | Rabat                                                                                    |
| 1999  | Trophée Hassan II / Coupe Lalla Meryem                            | Rabat                                                                                    |
| 2000  | Trophée Hassan II / Coupe Lalla Meryem                            | Rabat                                                                                    |
| 2001  | Championnat d'Afrique de basket-ball masculin                     | Casablanca, Rabat                                                                        |
| 2001  | Trophée Hassan II / Coupe Lalla Meryem                            | Rabat                                                                                    |
| 2001  | Championnats d'Afrique de course en ligne de canoë-kayak          | Rabat                                                                                    |
| 2002  | Championnat d'Afrique de handball masculin                        | Casablanca, Rabat                                                                        |
| 2002  | Trophée Hassan II / Coupe Lalla Meryem                            | Rabat                                                                                    |
| 2002  | Championnat d'Afrique des nations féminin de handball             | Casablanca, Rabat                                                                        |
| 2003  | Trophée Hassan II / Coupe Lalla Meryem                            | Rabat                                                                                    |
| 2005  | Trophée Hassan II / Coupe Lalla Meryem                            | Rabat                                                                                    |
| 2006  | Trophée Hassan II / Coupe Lalla Meryem                            | Rabat                                                                                    |
| 2006  | Championnat d'Afrique masculin de volley-ball des moins de 21 ans | Casablanca, Rabat                                                                        |
| 2007  | Trophée Hassan II / Coupe Lalla Meryem                            | Rabat                                                                                    |
| 2007  | Championnat du monde masculin de volley-ball des moins de 21 ans  | Casablanca, Rabat                                                                        |
| 2007  | Morocco Tennis Tour Rabat                                         | Rabat                                                                                    |
| 2008  | Morocco Tennis Tour Rabat                                         | Rabat                                                                                    |
| 2008  | Meeting international Mohammed-VI                                 | Rabat                                                                                    |
| 2008  | Trophée Hassan II / Coupe Lalla Meryem                            | Rabat                                                                                    |
| 2009  | Trophée Hassan II / Coupe Lalla Meryem                            | Rabat                                                                                    |
| 2009  | Meeting international Mohammed-VI                                 | Rabat                                                                                    |
| 2009  | Morocco Tennis Tour Rabat                                         | Rabat                                                                                    |
| 2009  | Championnats du monde de karaté juniors et cadets                 | Rabat                                                                                    |
| 2010  | Morocco Tennis Tour Rabat                                         | Rabat                                                                                    |
| 2010  | Trophée Hassan II / Coupe Lalla Meryem                            | Rabat                                                                                    |
| 2010  | Jeux africains de la jeunesse                                     | Rabat, Casablanca, Temara, Salé, Bouznika, Mohammedia, Khemisset, Sidi Allal El Bahraoui |
| 2010  | Meeting international Mohammed-VI                                 | Rabat                                                                                    |
| 2011  | Meeting international Mohammed-VI                                 | Rabat                                                                                    |
| 2011  | Morocco Tennis Tour Rabat                                         | Rabat                                                                                    |
| 2012  | Morocco Tennis Tour Rabat                                         | Rabat                                                                                    |
| 2012  | Championnats d'Afrique de karaté                                  | Rabat                                                                                    |
| 2012  | Championnat d'Afrique des nations féminin de handball             | Rabat, Salé                                                                              |
| 2012  | Meeting international Mohammed-VI                                 | Rabat                                                                                    |
| 2013  | Meeting international Mohammed-VI                                 | Rabat                                                                                    |
| 2014  | Coupe du monde des clubs de la FIFA                               | Rabat, Marrakech                                                                         |
| 2014  | Meeting international Mohammed-VI                                 | Rabat                                                                                    |
| 2015  | Meeting international Mohammed-VI                                 | Rabat                                                                                    |
| 2015  | Marathon International de Rabat                                   | Rabat                                                                                    |
| 2016  | Meeting international Mohammed-VI                                 | Rabat                                                                                    |
| 2016  | Trophée Hassan II / Coupe Lalla Meryem                            | Rabat                                                                                    |
| 2016  | Marathon International de Rabat                                   | Rabat                                                                                    |
| 2017  | Meeting international Mohammed-VI                                 | Rabat                                                                                    |
| 2017  | Marathon International de Rabat                                   | Rabat                                                                                    |
| 2017  | Trophée Hassan II / Coupe Lalla Meryem                            | Rabat                                                                                    |
| 2018  | Championnat d’Afrique des nations                                 | Rabat                                                                                    |
| 2018  | Meeting international Mohammed-VI                                 | Rabat                                                                                    |
| 2018  | Trophée Hassan II / Coupe Lalla Meryem                            | Rabat                                                                                    |
| 2018  | Marathon International de Rabat                                   | Rabat                                                                                    |
| 2019  | Meeting international Mohammed-VI                                 | Rabat                                                                                    |
| 2019  | Trophée Hassan II / Coupe Lalla Meryem                            | Rabat                                                                                    |
| 2019  | Jeux afriains                                                     | Rabat, Salé, Kénitra, Casablanca, El Jadida                                              |
| 2019  | Marathon International de Rabat                                   | Rabat                                                                                    |
| 2022  | Coupe d’Afrique des nations féminine                              | Rabat                                                                                    |
| 2022  | Meeting international Mohammed-VI                                 | Rabat                                                                                    |
| 2022  | Coupe du monde des clubs de la FIFA                               | Rabat, Tanger                                                                            |
| 2023  | Meeting international Mohammed-VI                                 | Rabat                                                                                    |
| 2023  | Trophée Hassan II / Coupe Lalla Meryem                            | Rabat                                                                                    |
| 2023  | Championnat d'Afrique de Breakdance                               | Rabat                                                                                    |
| 2023  | Marathon International de Rabat                                   | Rabat                                                                                    |
| 2023  | Coupe d'Afrique des nations de football des moins de 23 ans       | Rabat, Tanger                                                                            |
| 2023  | Concours international de saut d'obstacles                        | Rabat, Tétouan, El Jadida                                                                |
| 2024  | Meeting international Mohammed-VI                                 | Rabat                                                                                    |
| 2024  | Marathon International de Rabat                                   | Rabat                                                                                    |
| 2024  | Coupe d'Afrique des Nations de Futsal                             | Rabat                                                                                    |
| 2024  | Championnat International de Motocross Freestyle                  | Rabat                                                                                    |
| 2024  | Trophée Hassan II / Coupe Lalla Meryem                            | Rabat                                                                                    |
| 2025  | Coupe d'Afrique des nations de football                           | Rabat, Casablanca, Tanger, Marrakech, Agadir, Fès                                        |
| 2030  | Coupe du Monde de football                                        | Maroc, Espagne, Portugal                                                                 |

## Clubs et sections de Rabat

### Football (à terminer)
| Création | Équipe                    | Stade                               |
| -------- | ------------------------- | ----------------------------------- |
| 1919     | Stade marocain            | Stade Ahmed Chhoude                 |
| 1946     | Fath Union Sport de Rabat | Stade Belvédère Stade Moulay Hassan |
| 1958     | AS FAR                    | Complexe Sportif Moulay Abdallah    |
| 1969     | Union de Touarga          | Stade du Codm                       |
| 1982     | Union Yacoub El Mansour   | Stade El Sour                       |

### Handball (à terminer)
| Création | Équipe                    | Salle                                                               |
| -------- | ------------------------- | ------------------------------------------------------------------- |
| ???      | Stade marocain            | ???                                                                 |
| 1946     | Fath Union Sport de Rabat | Salle Ibn Yassine Salle Moulay Abdallah Salle Abderrahmane Bouânane |
| 1960     | AS FAR                    | Salle Ibn Yassine Salle Moulay Abdallah Centre sportif des FAR      |

### Basketball (à terminer)
| Création | Équipe                    | Salle                                                               |
| -------- | ------------------------- | ------------------------------------------------------------------- |
| 1945     | Moghreb de Rabat          | Salle El Mamoune                                                    |
| 1946     | Fath Union Sport de Rabat | Salle Ibn Yassine Salle Moulay Abdallah Salle Abderrahmane Bouânane |
| 1959     | AS FAR                    | Salle Ibn Yassine Salle Moulay Abdallah Centre sportif des FAR      |

### Volley-ball (à terminer)
| Création | Équipe                    | Salle                                                               |
| -------- | ------------------------- | ------------------------------------------------------------------- |
| ???      | Crédit agricole Rabat     | ???                                                                 |
| 1946     | Fath Union Sport de Rabat | Salle Ibn Yassine Salle Moulay Abdallah Salle Abderrahmane Bouânane |
| 1973     | AS FAR                    | Salle Ibn Yassine Salle Moulay Abdallah Centre sportif des FAR      |

## Palmarès des clubs et sections de Rabat

### Football (à terminer)

#### Stade marocain (à terminer)
| Année     | Compétition                                         | Vainqueurs ou 1er   | Finaliste ou 2e |
| --------- | --------------------------------------------------- | ------------------- | --------------- |
| 1927-1928 | Ligue du Maroc de football 1927-1928                | Stade marocain      | ???             |
| 1930-1931 | Ligue du Maroc de football 1930-1931                | Stade marocain      | ???             |
| 1930-1931 | Championnat d'Afrique du Nord de football 1930-1931 | Club des Joyeusetés | Stade marocain  |
| 1943-1944 | Ligue du Maroc de football 1943-1944                | Stade marocain      | ???             |
| 1963-1964 | Championnat du Maroc de football 1963-1964          | FAR de Rabat        | Stade marocain  |

#### FUS de Rabat (à terminer)
| Année     | Compétition                                        | Vainqueurs ou 1er      | Finaliste ou 2e        |
| --------- | -------------------------------------------------- | ---------------------- | ---------------------- |
| 1959-1960 | Coupe du Trône de football 1959-1960               | Mouloudia Club d'Oujda | FUS de Rabat           |
| 1961-1962 | Championnat du Maroc de football D2 1961-1962      | FUS de Rabat           | ???                    |
| 1966-1967 | Coupe du Trône de football 1966-1967               | FUS de Rabat           | Renaissance de Settat  |
| 1972-1973 | Championnat du Maroc de football 1972-1973         | KAC de Kénitra         | FUS de Rabat           |
| 1972-1973 | Coupe du Trône de football 1972-1973               | FUS de Rabat           | Ittihad Khémisset      |
| 1973-1974 | Championnat du Maroc de football 1973-1974         | Raja de Beni Mellal    | FUS de Rabat           |
| 1973-1974 | Coupe du Maghreb des vainqueurs de coupe 1973-1974 | MC Alger               | FUS de Rabat           |
| 1975-1976 | Coupe du Trône de football 1975-1976               | FUS de Rabat           | KAC de Kénitra         |
| 1980-1981 | Championnat du Maroc de football 1980-1981         | KAC de Kénitra         | FUS de Rabat           |
| 1994-1995 | Coupe du Trône de football 1994-1995               | FUS de Rabat           | Olympique de Khouribga |
| 1997-1998 | Championnat du Maroc de football D2 1997-1998      | FUS de Rabat           | ???                    |
| 2000-2001 | Championnat du Maroc de football 2000-2001         | Raja de Casablanca     | FUS de Rabat           |
| 2006-2007 | Championnat du Maroc de football D2 2006-2007      | FUS de Rabat           | KAC de Kénitra         |
| 2008-2009 | Championnat du Maroc de football D2 2008-2009      | FUS de Rabat           | Wydad de Fès           |
| 2008-2009 | Coupe du Trône de football 2008-2009               | FAR de Rabat           | FUS de Rabat           |
| 2009-2010 | Coupe du Trône de football 2009-2010               | FUS de Rabat           | Maghreb de Fès         |
| 2010      | Coupe de la confédération 2010                     | FUS de Rabat           | CS Sfax                |
| 2011      | Supercoupe de la CAF 2011                          | TP Mazembe             | FUS de Rabat           |

#### FAR de Rabat
| Année     | Compétition                                              | Vainqueurs ou 1er       | Finaliste ou 2e        |
| --------- | -------------------------------------------------------- | ----------------------- | ---------------------- |
| 1958-1959 | Coupe du Trône de football 1958-1959                     | FAR de Rabat            | Mouloudia Club d'Oujda |
| 1959-1960 | Championnat du Maroc de football 1959-1960               | KAC de Kénitra          | FAR de Rabat           |
| 1960-1961 | Championnat du Maroc de football 1960-1961               | FAR de Rabat            | Maghreb de Fès         |
| 1961-1962 | Championnat du Maroc de football 1961-1962               | FAR de Rabat            | Racing de Casablanca   |
| 1962-1963 | Championnat du Maroc de football 1962-1963               | FAR de Rabat            | Kawkab de Marrakech    |
| 1963-1964 | Championnat du Maroc de football 1963-1964               | FAR de Rabat            | Stade marocain         |
| 1966-1967 | Championnat du Maroc de football 1966-1967               | FAR de Rabat            | Renaissance de Settat  |
| 1967      | Coupe Mohamed V 1967                                     | Ruda Zvezda             | FAR de Rabat           |
| 1967-1968 | Championnat du Maroc de football 1967-1968               | FAR de Rabat            | Renaissance de Settat  |
| 1969-1970 | Championnat du Maroc de football 1969-1970               | FAR de Rabat            | Union de Sidi Kacem    |
| 1970      | Coupe Mohamed V 1970                                     | Atlético de Madrid      | FAR de Rabat           |
| 1970-1971 | Championnat du Maroc de football 1970-1971               | Renaissance de Settat   | FAR de Rabat           |
| 1958-1959 | Coupe du Trône de football 1970-1971                     | FAR de Rabat            | Maghreb de Fès         |
| 1983-1984 | Championnat du Maroc de football 1983-1984               | FAR de Rabat            | Olympique de Khouribga |
| 1983-1984 | Coupe du Trône de football 1983-1984                     | FAR de Rabat            | Renaissance de Kénitra |
| 1984-1985 | Coupe du Trône de football 1984-1985                     | FAR de Rabat            | Difaâ d'El Jadida      |
| 1985      | Coupe des clubs champions africains 1985                 | FAR de Rabat            | AS Dragons             |
| 1985-1986 | Coupe du Trône de football 1985-1986                     | FAR de Rabat            | Difaâ d'El Jadida      |
| 1986      | Coupe afro-asiatique des clubs de football 1986          | Daewoo Royals           | FAR de Rabat           |
| 1986-1987 | Championnat du Maroc de football 1986-1987               | FAR de Rabat            | Kawkab de Marrakech    |
| 1987-1988 | Coupe du Trône de football 1987-1988                     | Maghreb de Fès          | FAR de Rabat           |
| 1989-1990 | Coupe du Trône de football 1989-1990                     | Olympique de Casablanca | FAR de Rabat           |
| 1995-1996 | Coupe du Trône de football 1995-1996                     | Raja de Casablanca      | FAR de Rabat           |
| 1997      | Coupe d'Afrique des vainqueurs de coupe de football 1997 | Étoile du Sahel         | FAR de Rabat           |
| 1997-1998 | Coupe du Trône de football 1997-1998                     | Wydad de Casablanca     | FAR de Rabat           |
| 1998-1999 | Coupe du Trône de football 1998-1999                     | FAR de Rabat            | Chabab Mohammédia      |
| 2002-2003 | Coupe du Trône de football 2002-2003                     | FAR de Rabat            | Wydad de Casablanca    |
| 2003-2004 | Coupe du Trône de football 2003-2004                     | FAR de Rabat            | Wydad de Casablanca    |
| 2005      | Coupe de la confédération 2005                           | FAR de Rabat            | Dolphin Football Club  |
| 2006      | Coupe de la confédération 2006                           | Étoile du Sahel         | FAR de Rabat           |
| 2006      | Supercoupe de la CAF 2006                                | Al Ahly Club            | FAR de Rabat           |
| 2006-2007 | Coupe du Trône de football 2006-2007                     | FAR de Rabat            | Rachad Bernoussi       |
| 2007-2008 | Championnat du Maroc de football 2007-2008               | FAR de Rabat            | Ittihad Khémisset      |
| 2007-2008 | Coupe du Trône de football 2007-2008                     | FAR de Rabat            | Maghreb de Fès         |
| 2008-2009 | Coupe nord-africaine des clubs champions 2008-2009       | Club africain           | FAR de Rabat           |
| 2008-2009 | Coupe du Trône de football 2008-2009                     | FAR de Rabat            | FUS de Rabat           |

#### Union de Touarga (à terminer)
| Année     | Compétition                                                      | Vainqueurs ou 1er | Finaliste ou 2e  |
| --------- | ---------------------------------------------------------------- | ----------------- | ---------------- |
| 1985-1986 | Championnat du Maroc de football D2 1985-1986                    | Union de Touarga  | ???              |
| 2002-2003 | Championnat du Maroc de football de troisième division 2002-2003 | Union de Touarga  | ???              |
| 2003-2004 | Championnat du Maroc de football D2 2003-2004                    | Olympique de Safi | Union de Touarga |

### Handball (à terminer)

#### FUS de Rabat (à terminer)
| Année     | Compétition                                | Vainqueurs ou 1er  | Finaliste ou 2e |
| --------- | ------------------------------------------ | ------------------ | --------------- |
| 1997-1998 | Championnat du Maroc de handball 1997-1998 | FUS de Rabat       | ???             |
| 1998-1999 | Championnat du Maroc de handball 1998-1999 | FUS de Rabat       | ???             |
| 1999-2000 | Championnat du Maroc de handball 1999-2000 | FUS de Rabat       | ???             |
| 2006-2007 | Coupe Al Jawhari 2006-2007                 | Raja de Casablanca | FUS de Rabat    |

#### FAR de Rabat (à terminer)
| Année     | Compétition                             | Vainqueurs ou 1er | Finaliste ou 2e |
| --------- | --------------------------------------- | ----------------- | --------------- |
| 1996-1997 | Coupe du Trône de handball de 1996-1997 | FAR de Rabat      | ???             |

### Basketball (à terminer)

#### FUS de Rabat (à terminer)
| Année     | Compétition                                   | Vainqueurs ou 1er | Finaliste ou 2e     |
| --------- | --------------------------------------------- | ----------------- | ------------------- |
| 1967-1968 | Championnat du Maroc de basket-ball 1967-1968 | FUS de Rabat      | ???                 |
| 1969-1970 | Coupe du Trône de basket-ball 1969-1970       | MEC d'Ain Chock   | FUS de Rabat        |
| 1970-1971 | Championnat du Maroc de basket-ball 1970-1971 | FUS de Rabat      | ???                 |
| 1971-1972 | Championnat du Maroc de basket-ball 1971-1972 | FUS de Rabat      | ???                 |
| 1971-1972 | Coupe du Trône de basket-ball 1971-1972       | FUS de Rabat      | Cercle Casablanca   |
| 1972-1973 | Championnat du Maroc de basket-ball 1972-1973 | FUS de Rabat      | ???                 |
| 1976-1977 | Coupe du Trône de basket-ball 1976-1977       | FUS de Rabat      | FAR de Rabat        |
| 1977-1978 | Championnat du Maroc de basket-ball 1977-1978 | FUS de Rabat      | ???                 |
| 1977-1978 | Coupe du Trône de basket-ball 1977-1978       | FUS de Rabat      | FAR de Rabat        |
| 1978-1979 | Championnat du Maroc de basket-ball 1978-1979 | FUS de Rabat      | ???                 |
| 1979-1980 | Championnat du Maroc de basket-ball 1979-1980 | FUS de Rabat      | ???                 |
| 1980-1981 | Championnat du Maroc de basket-ball 1980-1981 | FUS de Rabat      | ???                 |
| 1980-1981 | Coupe du Trône de basket-ball 1980-1981       | FUS de Rabat      | MEC d'Ain Chock     |
| 1981-1982 | Coupe du Trône de basket-ball 1981-1982       | FUS de Rabat      | Wydad de Casablanca |
| 1983-1984 | Championnat du Maroc de basket-ball 1983-1984 | FUS de Rabat      | ???                 |
| 1983-1984 | Coupe du Trône de basket-ball 1983-1984       | FUS de Rabat      | KAC de Kénitra      |
| 1984-1985 | Coupe du Trône de basket-ball 1984-1985       | FUS de Rabat      | Wydad de Casablanca |
| 1985-1986 | Championnat du Maroc de basket-ball 1985-1986 | FUS de Rabat      | ???                 |
| 1987-1988 | Championnat du Maroc de basket-ball 1987-1988 | FUS de Rabat      | ???                 |
| 1989-1990 | Championnat du Maroc de basket-ball 1989-1990 | FUS de Rabat      | ???                 |
| 1989-1990 | Coupe du Trône de basket-ball 1989-1990       | TS Casablanca     | FUS de Rabat        |
| 1990-1991 | Coupe du Trône de basket-ball 1990-1991       | FUS de Rabat      | Maghreb de Fès      |
| 1991-1992 | Championnat du Maroc de basket-ball 1991-1992 | FUS de Rabat      | ???                 |
| 1993-1994 | Championnat du Maroc de basket-ball 1993-1994 | FUS de Rabat      | ???                 |
| 1998-1999 | Championnat du Maroc de basket-ball 1998-1999 | FUS de Rabat      | ???                 |
| 2000-2001 | Championnat du Maroc de basket-ball 2000-2001 | FUS de Rabat      | ???                 |
| 2001-2002 | Coupe du Trône de basket-ball 2001-2002       | FUS de Rabat      | Maghreb de Fès      |
| 2003-2004 | Championnat du Maroc de basket-ball 2003-2004 | FUS de Rabat      | ???                 |
| 2003-2004 | Coupe du Trône de basket-ball 2003-2004       | FUS de Rabat      | AS Salé             |

#### FAR de Rabat (à terminer)
| Année     | Compétition                                   | Vainqueurs ou 1er | Finaliste ou 2e |
| --------- | --------------------------------------------- | ----------------- | --------------- |
| 1963-1964 | Championnat du Maroc de basket-ball 1963-1964 | FAR de Rabat      | ???             |
| 1963-1974 | Championnat de Rabat de basket-ball 1963-1974 | FAR de Rabat      | ???             |
| 1964-1965 | Championnat de Rabat de basket-ball 1964-1965 | FAR de Rabat      | ???             |
| 1965-1966 | Championnat de Rabat de basket-ball 1965-1965 | FAR de Rabat      | ???             |
| 1968-1969 | Championnat du Maroc 1968-1969                | FAR de Rabat      | General Tire    |
| 1968-1969 | Championnat de Rabat de basket-ball 1968-1969 | FAR de Rabat      | ???             |
| 1976-1977 | Coupe du Trône de basket-ball 1976-1977       | FUS de Rabat      | FAR de Rabat    |
| 1977-1978 | Coupe du Trône de basket-ball 1977-1978       | FUS de Rabat      | FAR de Rabat    |
| 1982-1983 | Coupe du Trône de basket-ball 1982-1983       | Cercle Casablanca | FAR de Rabat    |
| 1983-1984 | Championnat de Rabat de basket-ball 1983-1984 | FAR de Rabat      | ???             |
| 1984-1985 | Championnat de Rabat de basket-ball 1984-1985 | FAR de Rabat      | ???             |
| 1985-1986 | Championnat du Maroc de basket-ball 1985-1986 | FAR de Rabat      | ???             |
| 1985-1986 | Championnat de Rabat de basket-ball 1985-1986 | FAR de Rabat      | ???             |
| 1986-1987 | Championnat de Rabat de basket-ball 1986-1987 | FAR de Rabat      | ???             |
| 1987-1988 | Coupe du Trône de basket-ball 1987-1988       | TS Casablanca     | FAR de Rabat    |